# Salem Airport (flygplats i Indien)
Salem Airport är en flygplats i Indien.   Den ligger i distriktet Salem och delstaten Tamil Nadu, i den södra delen av landet, 1 900 km söder om huvudstaden New Delhi. Salem Airport ligger 301 meter över havet.
Terrängen runt Salem Airport är huvudsakligen platt, men österut är den kuperad. Runt Salem Airport är det mycket tätbefolkat, med 1 135 invånare per kvadratkilometer. Närmaste större samhälle är Salem, 17,8 km sydost om Salem Airport. Omgivningarna runt Salem Airport är en mosaik av jordbruksmark och naturlig växtlighet.